# Ofir
Ofir (en hebreo אוֹפִיר, hebreo estándar Ofir, hebreo de Tiberíades Ôp̄îr) es un puerto o región mencionada en la Biblia que fue famosa por su riqueza. Se cree que el rey Salomón recibía cada tres años un cargamento de oro, plata, sándalo, piedras preciosas (OFI), marfil, monos y pavos reales de Ofir.
Estudiosos de la Biblia, arqueólogos y otros muchos eruditos han intentado determinar la localización exacta de Ofir. Muchos estudiosos modernos sostienen que podía haber estado en el suroeste de Arabia, en la región del actual Yemen. Esta es también la posible localización del Reino de Saba. Otra posibilidad es la costa africana del Mar Rojo, ya que el nombre puede ser derivado de la etnia Afar de Etiopía o en Egipto.
Otros posibles localizaciones varían enormemente. El Easton's Bible Dictionary (1897) menciona la conexión a «Sofir», el nombre copto para la India, y también una posible conexión a Abhira, en la desembocadura del río Indo. Flavio Josefo lo conectó con Cophen, un río indio, a veces asociado a una parte de Afganistán.
Algunos estudiosos, que proponen conexiones entre Eurasia y América antes de la llegada de Colón, también han hecho sus propias hipótesis, incluyendo lugares como Perú. En 1568, Álvaro Mendaña llegó a las islas Salomón, las llamó así porque pensaba haber llegado a Ofir. Otra referencia se encuentra en el Gazophilatium regium Perubicum (1647) de Gaspar de Escalona Agüero, especialmente en su portada, que hace de Perú y las minas de Potosí un nuevo Ofir y así compara Salomón al rey Felipe IV.
También hay estudios que indican que Ofir era uno de los 13 hijos de Joctán, hijo de Heber, hijo de Sala, hijo de Keinan, hijo de Arfaxad, hijo de Sem, hijo de Noé.